# Mackmyra Whisky
Mackmyra Whisky er et svensk single malt whisky destilleri. Det er opkaldt efter landsbyen og herregården Mackmyra, hvor destilleriet oprindeligt blev etableret i et beboelsesområde i Valbo, sydvest for Gävle. Toponymet er afledt af ugle-sommerfugle (Noctuidae svensk: nattflyn) og kær (svensk: myr). Typen af noctuidae er dog forvundet fra Mackmyra.
Mackmyra Svensk Whisky AB er aktieselskab, der blev registreret på NASDAQ OMXs alternative investeringsmarked First North i 2011. Selskabet har ca. 53 ansatte go omsætter for 100-140 mio. SEK om året. Selskabets største aktiebeholdning ejes af Lantmännen.